# Хирацука
Хирацука е град в Япония. Населението му е 258 004 жители (по приблизителна оценка от октомври 2018 г.), а площта му е 67,83 km². Намира се в часова зона UTC+9. Разположен е по средата между столицата Токио и планината Фуджи.